# Wapen van Sayn
Het wapen van Sayn is het symbool van het voormalige graafschap Sayn en het Huis Sayn.

## Stamwapen van Sayn

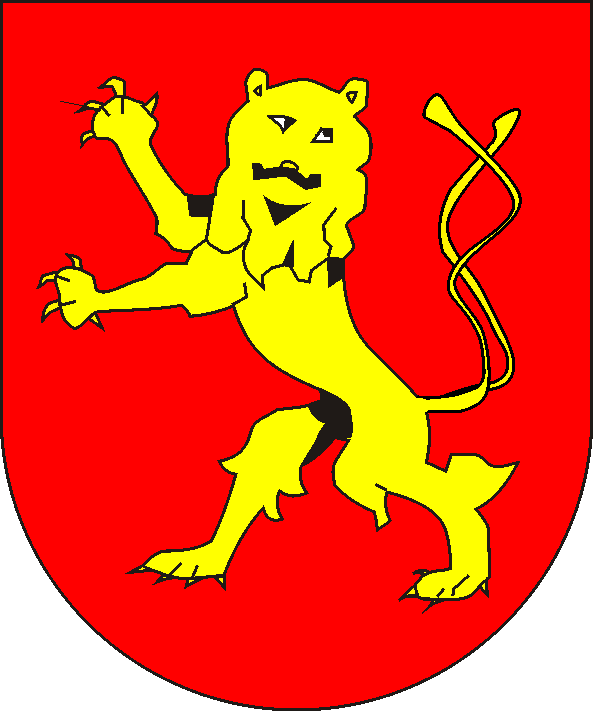
Graafschap Sayn
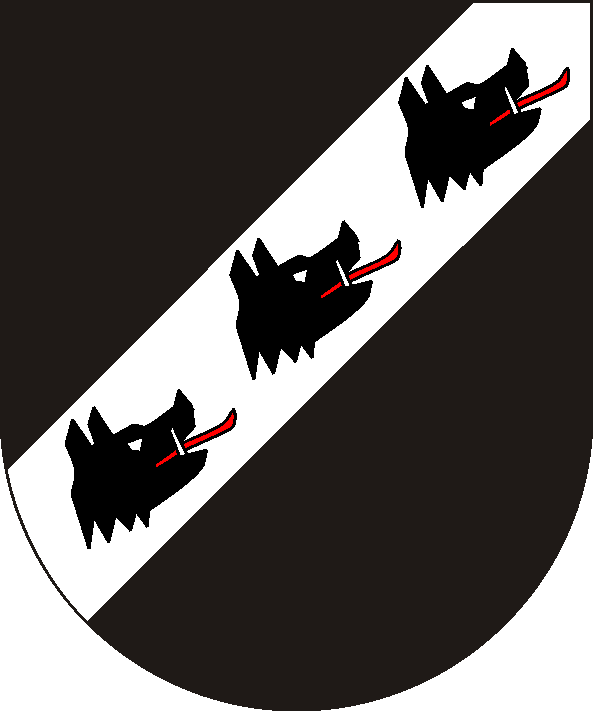
Heerlijkheid Freusburg
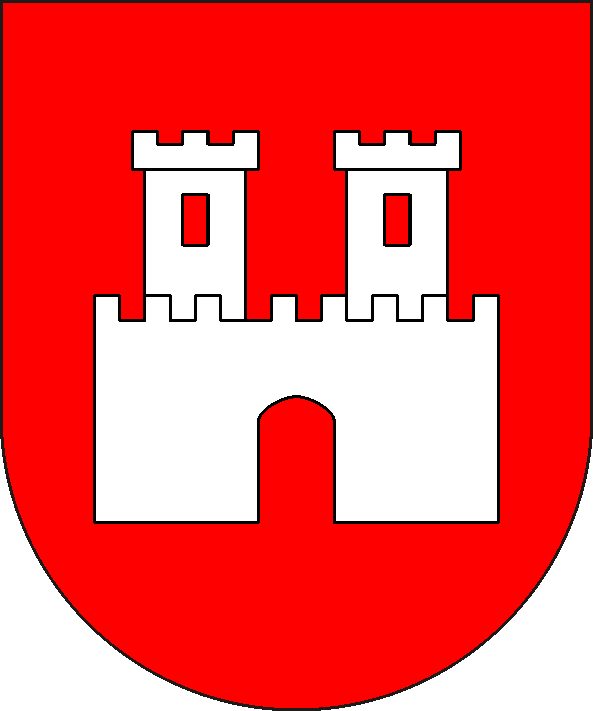
Heerlijkheid Homburg

Het wapen van het graafschap Sayn bestaat uit een gouden, dubbelstaartige aanziende leeuw in een rood veld.
Omstreeks 1220 werd de heerlijkheid Freusberg verworven en samengevoegd met het graafschap Sayn. Door het huwelijk van graaf Gotfried met Jutta van Homburg werd ook de heerlijkheid Homburg verworven. In 1294 werd het bezit onder hun zoons gedeeld, waardoor er een linie in Sayn en een linie in Homburg ontstond. Beide linies bleven de wapens van Sayn, Freusberg en Homburg voeren.

## Wapen van de tak Sayn-Sayn (1294-1606)

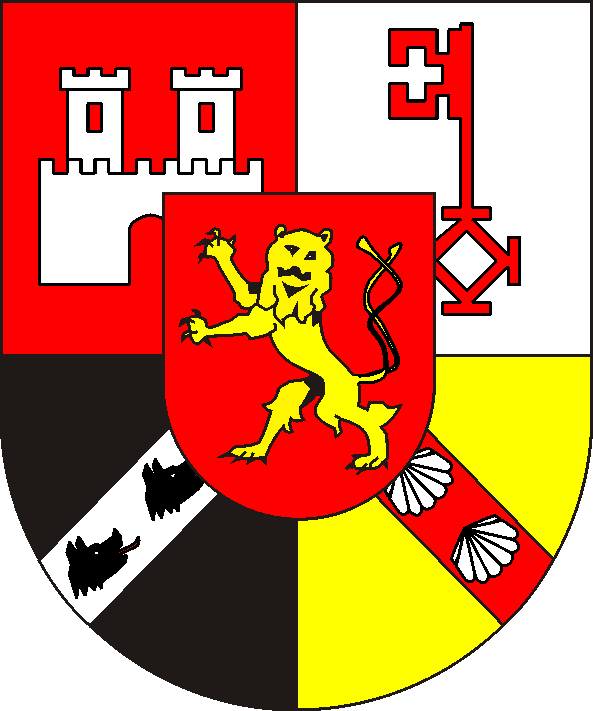
Sayn-Sayn
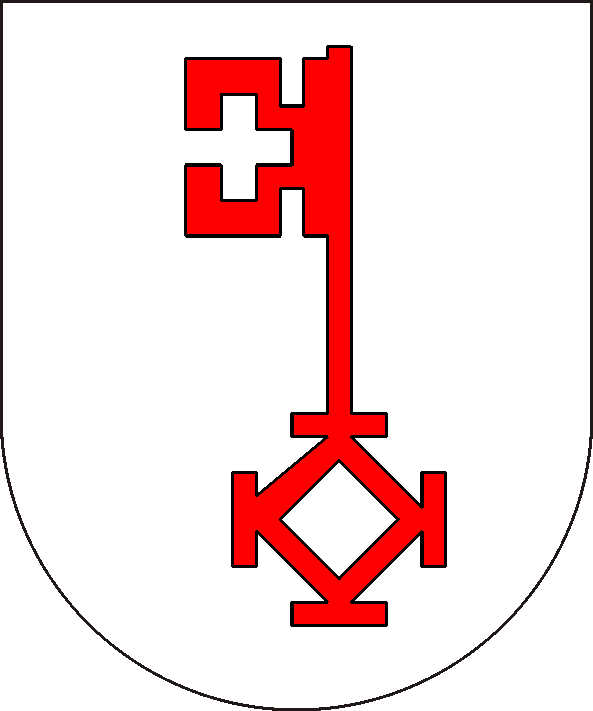
Heerlijkheid Meinsberg
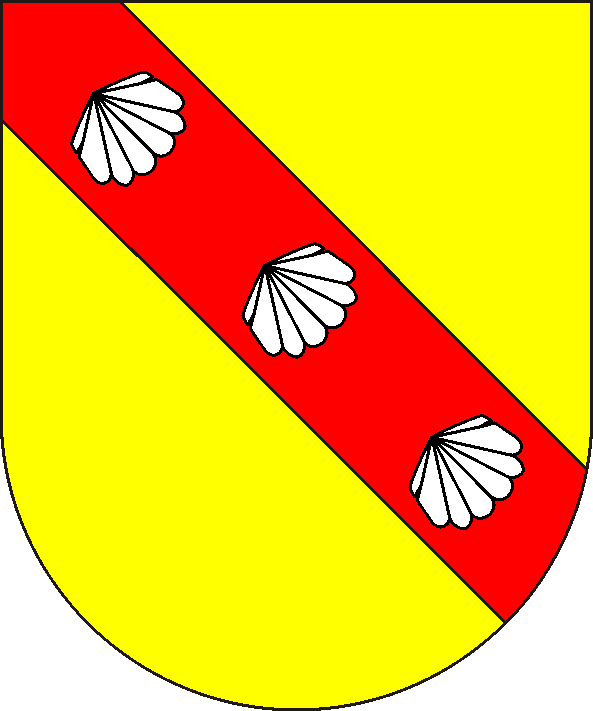
Heerlijkheid Sierck

Door het huwelijk van Gerard II van Sayn-Sayn met Elizabeth van Sierck-Meinsberg kwam de heerlijkheid Sierck-Meinsberg in bezit van Sayn-Sayn. De heerlijkheid lag in Lotharingen en bestond uit Sierck-les-Bains en het slot Meinsberg of Malbrouck. De heren waren in 1442 tot rijksgraaf verheven, maar het gebied behoorde eerst tot het keurvorstendom Trier en later tot het hertogdom Lotharingen. Na het uitsterven van Sayn-Sayn in 1606 kwamen de erfrechten in Sierck-Meinsberg aan de graaf van Sulz. Sayn en Freusburg kwamen aan de tak Sayn-Wittgenstein.

## Wapen van de tak Sayn-Wittgenstein

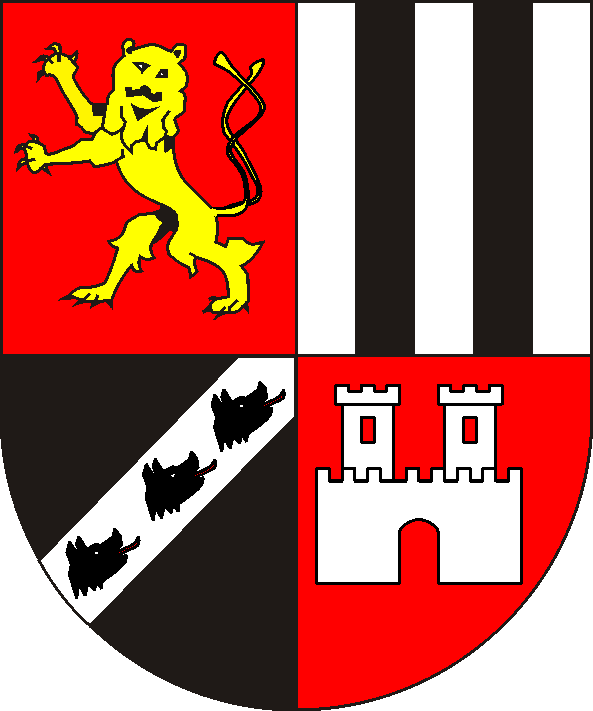
Sayn-Wittgenstein-Hohenstein (1657)
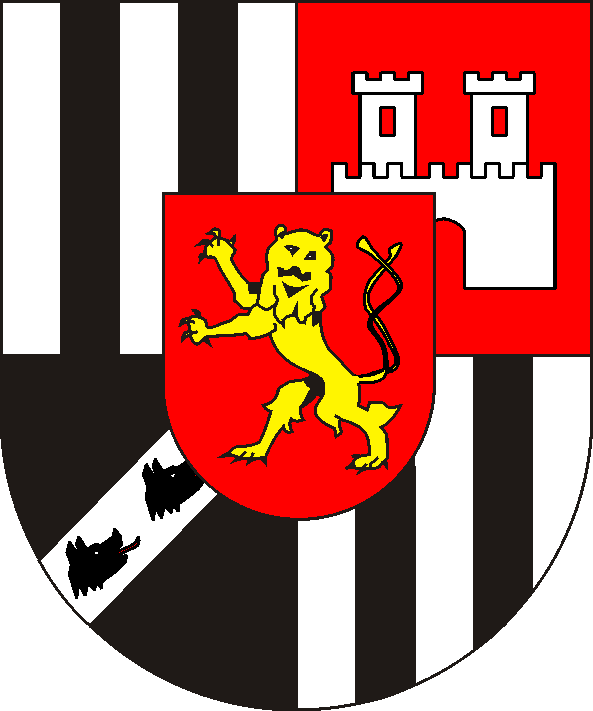
Sayn-Wittgenstein-Berleburg (1792)
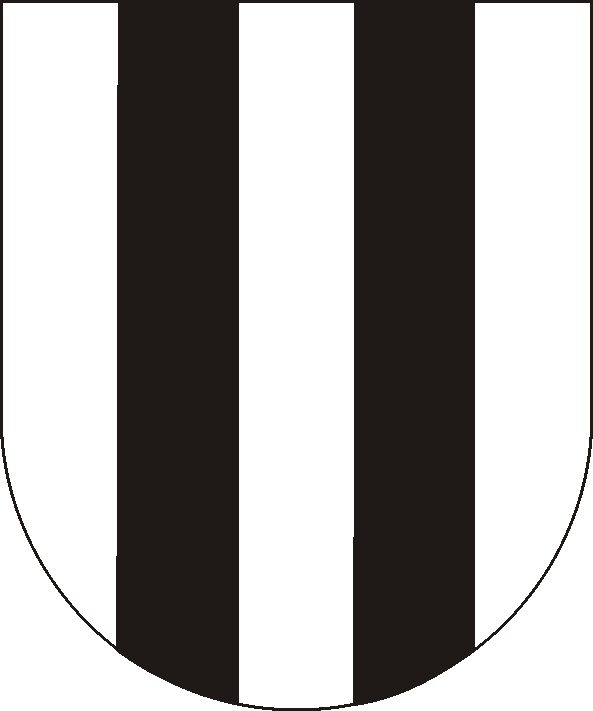
Graafschap Wittgenstein

De bij de deling van Sayn in 1294 ontstane tak te Homburg verwierf door het huwelijk van graaf Salentin met Elizabeth van Wittgenstein het graafschap Wittgenstein. Later werden de bezittingen nog meermalen verdeeld, maar de wapens bleven in hoofdzaak gelijk.

## Wapen van Sayn-Wittgenstein-Hohenstein

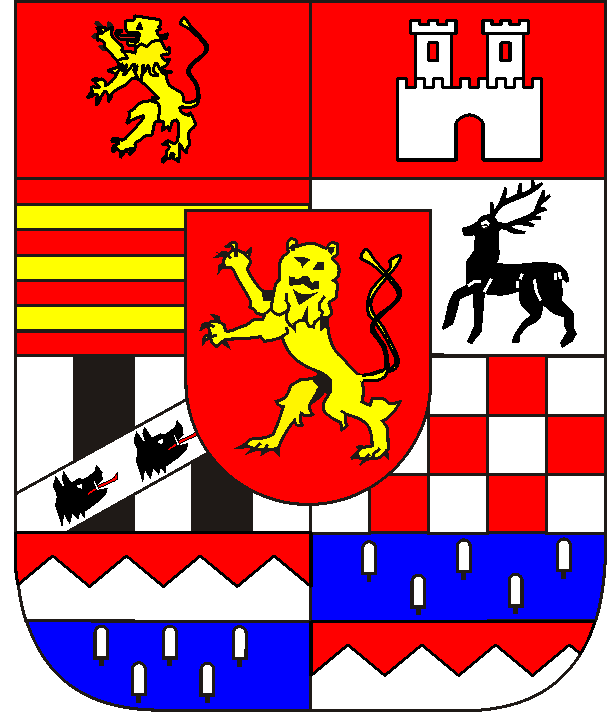
Sayn-Wittgenstein-Hohenstein (1786)
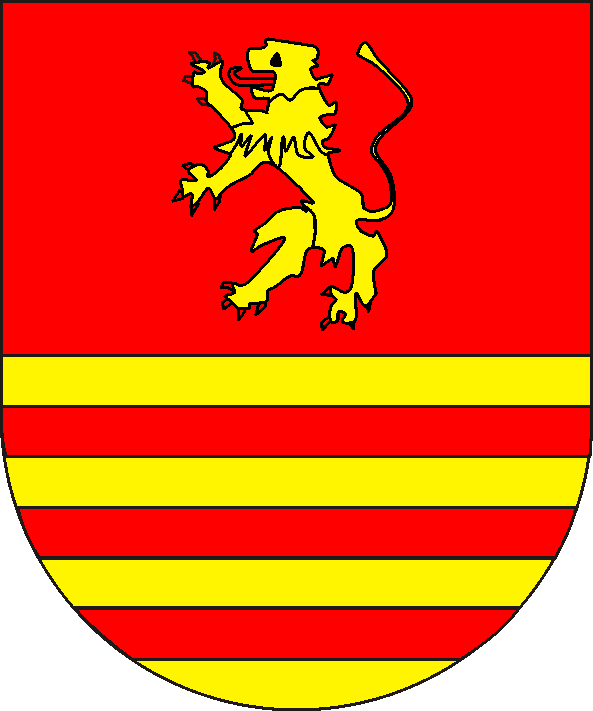
Graafschap Lohra
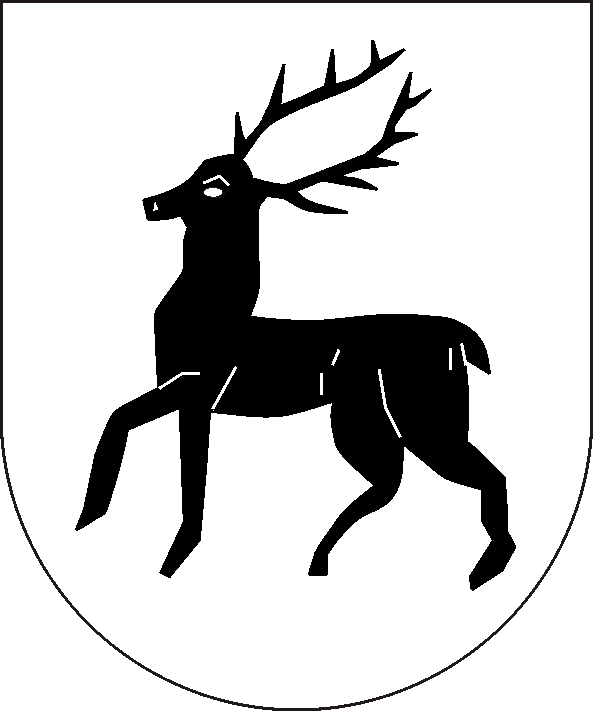
Graafschap Klettenberg
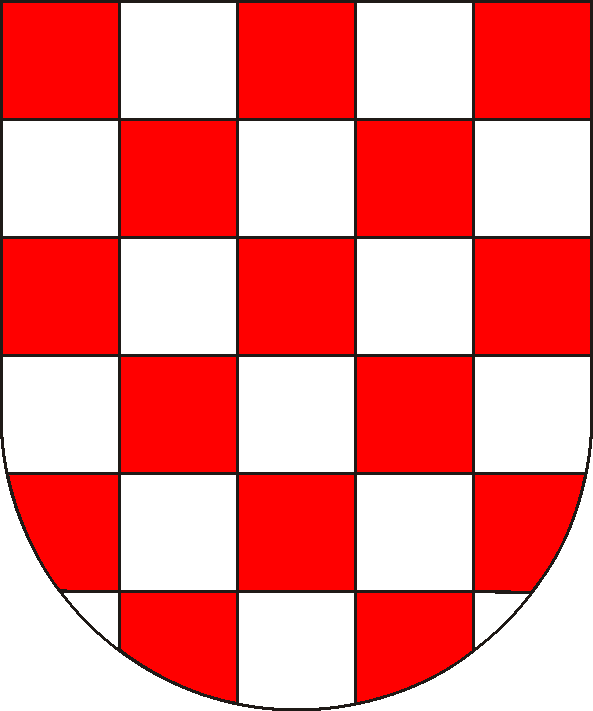
Graafschap Hohnstein
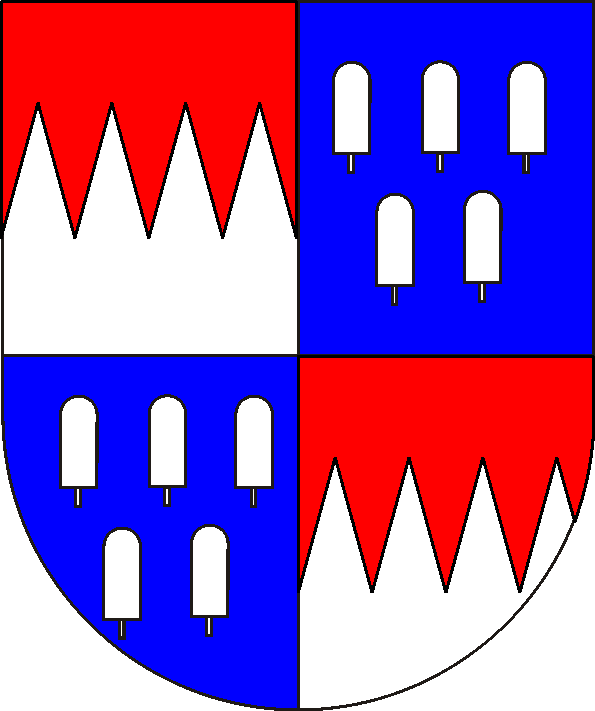
Graafschap Limpurg

Van 1649 tot 1698 was het graafschap Hohnstein met Lohra en Klettenberg in de Harz in het bezit van een jongere tak van Sayn-Wittgenstein. Hoewel het bezit dus van korte duur was, bleven de graven de wapens voeren. Door het huwelijk van graaf Johan Lodewijk met Frederika Louise van Pückler-Limpurg kwam er een aanspraak tot stand op een deel van het sterk versnipperde graafschap Limpurg.

## Wapen van Sayn-Hachenburg tot 1799

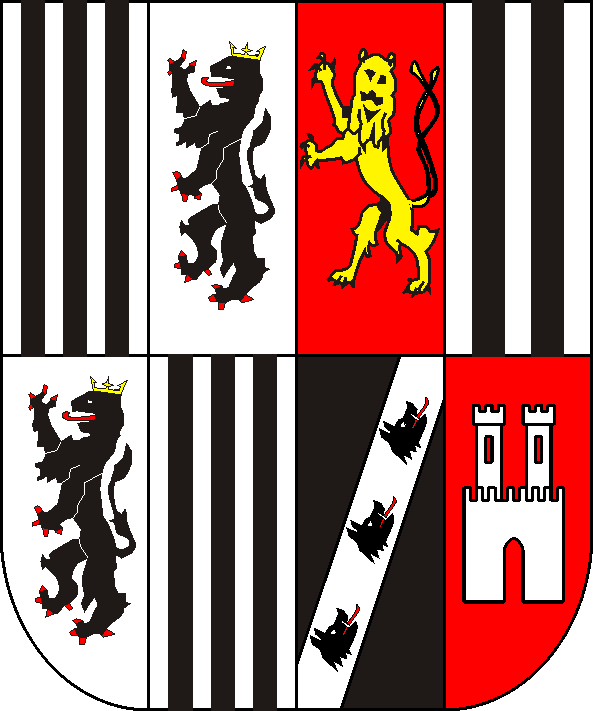
Sayn-Hachenburg
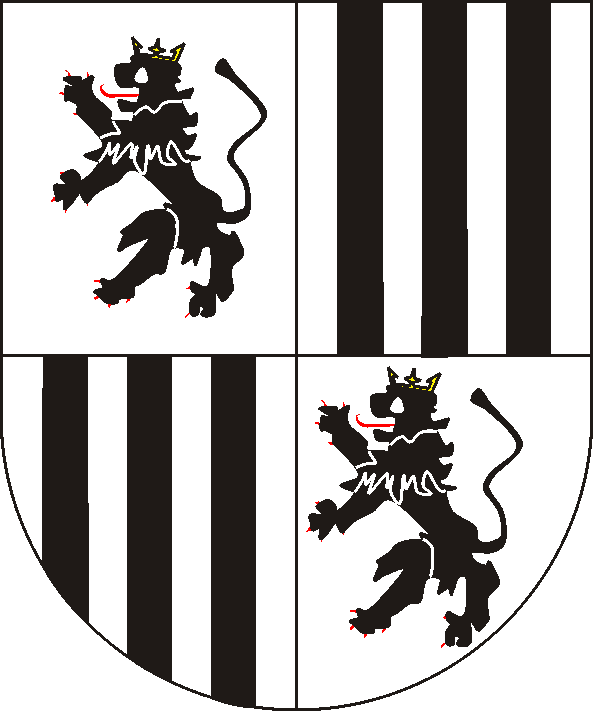
Burggraafschap Kirchberg

Burggraaf Georg Lodewijk van Kirchberg verwierf door zijn huwelijk met Magdalena Christina van Manderscheid het graafschap Sayn-Hachenburg. Dit wapen werd gevoerd tot 1799, toen het graafschap aan Nassau-Weilburg viel.